# Премія імені Петра Тронька
Премію імені академіка Петра Тронька Національної спілки краєзнавців України присуджують за вагомий внесок у справу вивчення, дослідження і популяризації історико-культурних і природних багатств рідного краю у чотирьох номінаціях.
Лауреатів визначає Національна спілка краєзнавців України. Усім нагородженим присвоюється звання «Лауреат Премії імені академіка Петра Тронька» з врученням диплома, почесного знака і грошової премії у розмірі 500 грн. за кожну номінацію.

## 2013
2013 року премія вручалася вперше. На врученні була присутня донька академіка, керівник благодійної організації «Фундація Героя України, академіка П. Тронька» Лариса Тронько.
Лауреати у 2013 у номінаціях:
1. «За висвітлення науково-краєзнавчої та громадської діяльності академіка Петра Тронька»
  1. посмертно Юрій Данилюк (1958—2005) — один з ініціаторів відновлення діяльності Спілки краєзнавців, автор понад 300 наукових праць із краєзнавчої тематики та проблем політичних репресій 1920–1980-х в УРСР.
  2. Марія Вощевська — дослідниця історії рідного села Галиця на Чернігівщині
  3. Дмитро Мохорук — колекціонер, автор художньо-краєзнавчих творів з Івано-Франківщини.
2. «За науково-організаційну та просвітницьку діяльність в краєзнавстві»
  1. член правління НСКУ Василь Устименко (м. Київ) — автор, співавтор, упорядник понад 20-ти книжок краєзнавчого характеру
  2. Віктор Прокопчук — директор Наукової бібліотеки, професор Кам'янець-Подільського національного університету ім. Івана Огієнка, доктор історичних наук, член правління НСКУ.
3. «За внесок у музейну та пам'яткоохорону справу»
  1. Віра Комзюк (Волинська обл.) — завідувач Літературно-меморіального музею Лесі Українки,
  2. Наталія Пушкар (Волинська обл.) — головний хранитель Волинського краєзнавчого музею,
  3. Наталія Булаєвська (Київська обл.) — член правління НСКУ, заступник голови правління Київської обласної організації Українського товариства охорони пам'яток історії та культури, Заслужений працівник культури України, автор понад 100 публікацій, присвячених краєзнавчій та пам'яткоохоронній роботі.
4. «За видання краєзнавчої літератури: монографій, нарисів, описів, путівників, довідників, окремих публікацій, циклів статей тощо»
  1. Станіслав Аржевітін — член правління НСКУ, творець музею-скансену «Старе село» в с. Колочава на Закарпатті, автор трьох книг з історії краю,
  2. Валерій Мельник — автор десятків книг, кількох сотень краєзнавчих та природничих публікацій, присвячених Волині
  3. авторський колектив праці «Криві Коліна крізь терни і роки. В історії села — історія України» (Черкаська обл.): доктор економічних наук Володимир Мовчан, поет Іван Нерубайський та краєзнавець, колишній директор школи Василь Олійник.

## 2014
Лауреати у 2014 у номінаціях:
1. «За висвітлення науково-краєзнавчої та громадської діяльності академіка Петра Тронька»
  1. Лев Васильович Баженов — професор кафедри всесвітньої історії Кам'янець-Подільського національного університету імені Івана Огієнка;
  2. Андрій Степанович Зиль — почесний громадянин м. Борисполя, автор книг «Народознавець. П. П. Чубинський і його доба», «Сулимівський пантеон» та ін.;
  3. Микола Іванович Шакін — відомий слобожанський краєзнавець і меценат.
2. «За науково-організаційну та просвітницьку діяльність в краєзнавстві»
  1. Віктор Борисович Звагельський — кандидат філологічних наук, ініціатор і організатор численних наукових історико-краєзнавчих експедицій та конференцій на Сумщині;
  2. Ігор Юрійович Робак — професор, автор численних студій з історії охорони здоров'я, медичної служби Харківщини;
  3. Валерій Іванович Романько — доцент кафедри історії та теорії літератури Донбаського державного педагогічного університету з м. Слов'янськ;
  4. Тіміряєв Євген Романович — завідувач науково-редакційної групи книги «Реабілітовані історією. Житомирська область».
3. «За внесок у музейну та пам'яткоохорону справу»
  1. Петро Іванович Арсенич — відомий на Івано-Франківщині громадський діяч і краєзнавець. Досліджує маловідомі сторінки історії та культури Прикарпаття;
  2. Петро Федорович Зінченко — засновник та керівник Іванківського народного краєзнавчого музею, автор низки книг з історії та археології Київщини;
  3. Павло Степанович Скавронський — директор музею історії м. Бердичів.
4. «За видання краєзнавчої літератури: монографій, нарисів, описів, путівників, довідників, окремих публікацій, циклів статей тощо»
  1. Сергій Дмитрович Гальчак — завідувач кафедри журналістики Вінницького державного педагогічного університету ім. М. Коцюбинського, доктор історичних наук;
  2. Авторський колектив книги «Шевченків край. Історико-етнографічне дослідження» (Тетяна Іванівна Конончук, Олександр Васильович Кузьминець та Володимир Михайлович Щербатюк).

Цього року Президія правління НСКУ ухвалила рішення переказати кошти, передбачені на грошові винагороди лауреатам Премії Петра Тронька, на підтримку сил АТО.

## 2015
Лауреати 2015 року в номінаціях:
1. «За висвітлення науково-краєзнавчої та громадської діяльності академіка Петра Тронька»
  1. Бондаренко Геннадій Васильович — голова правління Волинської обласної організації НСКУ, завідувач кафедри документознавства і музейної справи Східноєвропейського національного університету імені Лесі Українки, кандидат історичних наук, професор, заслужений працівник освіти України;
  2. Гаврилів Богдан Михайлович — заступник голови правління (1996—2009 рр. — голова правління) Івано-Франківської обласної організації НСКУ, доцент Прикарпатського національного університету імені Василя Стефаника, кандидат історичних наук, заслужений працівник культури України;
  3. Тригуб Петро Микитович — член правління (1991—2011 рр. — голова правління) Миколаївської обласної організації НСКУ, професор кафедри міжнародних відносин та зовнішньої політики Чорноморського державного університету імені Петра Могили, доктор історичних наук, професор, заслужений працівник освіти України.
2. «За науково-організаційну та просвітницьку діяльність в краєзнавстві»
  1. Андрущенко Віктор Петрович — ректор Національного педагогічного університету ім. Михайла Драгоманова, член-кореспондент НАН України, академік НАПН України, доктор філософських наук, професор, заслужений діяч науки і техніки України;
  2. Косило Михайло Юрійович — член Президії правління НСКУ, голова правління Івано-Франківської обласної організації НСКУ, директор Івано-Франківського обласного державного центру туризму та краєзнавства учнівської молоді Міністерства освіти і науки України, заслужений працівник освіти України;
  3. Онищенко Олексій Семенович — радник Президії НАН України, почесний директор Національної бібліотеки України ім. В. І. Вернадського НАН України, академік НАН України, доктор філософських наук, професор, заслужений діяч науки і техніки України;
  4. Смолій Валерій Андрійович — член Президії правління НСКУ, академік-секретар Відділення історії, філософії та права НАН України, директор Інституту історії України НАН України, академік НАН України, доктор історичних наук, професор, заслужений діяч науки і техніки України.
3. «За внесок у музейну та пам'яткоохорону справу»
  1. Іршенко Валентина Михайлівна — член Правління НСКУ, виконавчий директор Всеукраїнського фонду відтворення видатних пам'яток історико-архітектурної спадщини імені Олеся Гончара, заслужений працівник культури України;
  2. Ситник Анатолій Андрійович — член Правління (1990—2012 рр. — відповідальний секретар) НСКУ, заслужений журналіст України;
  3. Франко Роланд Тарасович — член Правління НСКУ, голова правління Всеукраїнського фонду відтворення видатних пам'яток історико-архітектурної спадщини імені Олеся Гончара, кандидат технічних наук.
4. «За видання краєзнавчої літератури: монографій, нарисів, описів, путівників, довідників, окремих публікацій, циклів статей тощо»
  1. Добров Петро Васильович — член Президії правління НСКУ, професор кафедри історії України Донецького національного університету, доктор історичних наук, професор, заслужений працівник освіти України;
  2. Поліщук Володимир Трохимович — завідувач кафедри української літератури і компаративістики Черкаського національного університету імені Богдана Хмельницького, доктор філологічних наук, професор;
  3. Шевченко Віталій Федорович — член ради ГО "Центр громадських ініціатив «Інформаційне суспільство», народний депутат України 2-го, 3-го, 4-го скликань, голова Національної ради України з питань телебачення і радіомовлення (2005—2009 рр.), заслужений журналіст України.

## 2016
Лауреати 2016 року в номінаціях:
1. «За висвітлення науково-краєзнавчої та громадської діяльності академіка Петра Тронька (дослідження проблем історії міст і сіл України, теоретичного та практичного краєзнавства)»
  1. Согоян Фрідріх Мкртичевич — заслужений діяч мистецтв України, народний художник України, народний художник Росії, заслужений художник Вірменії, автор більше 400 монументальних і станкових композицій; його твори зберігаються в музеях, галереях та приватних колекціях Вірменії, України, Росії, Узбекистану, Німеччини, Швейцарії, Великої Британії та США.
2. «За науково-організаційну та просвітницьку діяльність в краєзнавстві (проведення конференцій, круглих столів, лекцій, семінарів, читань, експедицій, краєзнавчих заходів і проєктів, популяризація краєзнавства працівниками наукових, освітянських, туристичних, бібліотечних, архівних установ, засобів масової інформації)»
  1. Кушнір В'ячеслав Григорович — голова правління Одеської обласної організації НСКУ, член правління НСКУ, доктор історичних наук, професор кафедри археології та етнології України, декан історичного факультету Одеського національного університету імені І. І. Мечникова, заслужений працівник освіти України;
  2. Коваленко Олександр Борисович — голова правління Чернігівської обласної організації НСКУ, член правління НСКУ, директор Інституту історії, етнології та правознавства імені О. М. Лазаревського Чернігівського національного педагогічного університету імені Т. Г. Шевченка, кандидат історичних наук, професор, заслужений працівник народної освіти України.
3. «За внесок у музейну та пам'яткоохорону справу»
  1. Чабан Анатолій Юзефович — член НСКУ, неодноразово обирався членом правління її Черкаської обласної організації, доктор історичних наук, професор кафедри археології та спеціальних галузей історичної науки Черкаського національного університету імені Богдана Хмельницького.
4. «За видання краєзнавчої літератури: монографій, нарисів, описів, путівників, довідників, окремих публікацій, циклів статей тощо»
  1. Вакулишин Сергій Миколайович — голова Святошинського осередку та член президії правління Київської міської організації НСКУ; києвознавець, методист Святошинського центру позашкільної роботи, завідувач Зразкового музею історії Святошинського району м. Києва;
  2. Вєтров Ігор Георгійович — член правління НСКУ, заступник декана факультету історичної освіти НПУ імені М. П. Драгоманова, кандидат історичних наук, доцент кафедри джерелознавства і спеціальних історичних дисциплін.

## 2017
Лауреати 2017 року:
1. Кремень Василь Григорович — президент Національної академії педагогічних наук України, академік НАН України;
2. Бакіров Віль Савбанович — ректор Харківського національного університету імені В. Н. Каразіна, академік НАН України;
3. Губерський Леонід Васильович — ректор Київського національного університету імені Тараса Шевченка, академік НАН України;
4. Завгородня Тетяна Костянтинівна − завідувач кафедри педагогіки імені Богдана Ступарика Прикарпатського національного університету імені Василя Стефаника;
5. Шваб Анатолій Георгійович − декан історичного факультету Східноєвропейського національного університету імені Лесі Українки.

## 2018[5]
1. «За видання краєзнавчої літератури: монографій, нарисів, описів, путівників, довідників, окремих публікацій, циклів статей тощо»
  1. Коцур Анатолій Петрович — член НСКУ, доктор історичних наук, професор кафедри етнології та краєзнавства Київського національного університету імені Тараса Шевченка;
2. «За науково-організаційну та просвітницьку діяльність в краєзнавстві (проведення конференцій, круглих столів, лекцій, семінарів, читань, експедицій, краєзнавчих заходів і проєктів, популяризація краєзнавства працівниками наукових, освітянських, туристичних, бібліотечних, архівних установ, засобів масової інформації)»
  1. Коляда Ігор Анатолійович — член правління НСКУ, доктор історичних наук, професор, професор кафедри методики навчання суспільних дисциплін і гендерної освіти факультету історичної освіти Національного педагогічного університету імені М. П. Драгоманова;
3. «За висвітлення науково-краєзнавчої та громадської діяльності академіка Петра Тронька (дослідження проблем історії міст і сіл України, теоретичного та практичного краєзнавства)»
  1. Чабан Микола Петрович — редактор з питань культури Дніпропетровської обласної газети «Зоря», член Дніпропетровської обласної організації НСКУ;
4. «За внесок у музейну та пам'яткоохоронну справу: діяльність у сфері збирання, збереження та охорони історико-культурної спадщини України»
  1. Коваль Ігор Михайлович — український історик, археолог і педагог, кандидат історичних наук, доцент, Почесний краєзнавець України, член правління Івано-Франківської обласної організації НСКУ.

## 2019[6]
1. За висвітлення науково-краєзнавчої та громадської діяльності академіка Петра Тронька (дослідження проблем історії міст і сіл України, теоретичного та практичного краєзнавства):
  1. Леонід Леонідович Місінкевич — доктор історичних наук, професор, завідувач кафедри теорії та історії права Хмельницького університету управління і права;
  2. Алла Віталіївна Скорохватова — генеральний директор Національної історичної бібліотеки України, заслужений працівник культури України.
2. За внесок у музейну та пам'яткоохоронну справу: діяльність у сфері збирання, збереження та охорони історико-культурної спадщини України:
  1. Ганна Василівна Карась — професор кафедри методики музичного виховання та диригування Прикарпатського національного університету імені Василя Стефаника, доктор мистецтвознавства, кандидат педагогічних наук;
  2. Алла Миколаївна Яблонська, яка працювала учителем в Ольгінській школі Горностаївського району Херсонської області, згодом — науковим співробітником у Каховському історичному музеї, відповідальним секретарем Каховської міськрайонної організації Українського товариства охорони пам'яток історії та культури.
3. За видання краєзнавчої літератури: монографій, нарисів, описів, путівників, довідників, окремих публікацій, циклів статей тощо:
  1. Володимир Степанович Великочий — декан факультету туризму Прикарпатського національного університету імені Василя Стефаника, доктор історичних наук, професор;
  2. Ірина Миколаївна Грідіна — професор кафедри міжнародних відносин і зовнішньої політики Маріупольського державного університету, доктор історичних наук, професор;
  3. Олег Миколайович Корнієнко — голова Сумської обласної організації Національної спілки краєзнавців України, член Правління НСКУ.
4. За науково-організаційну та просвітницьку діяльність у краєзнавстві (проведення конференцій, круглих столів, лекцій, семінарів, читань, експедицій, краєзнавчих заходів і проєктів, популяризація краєзнавства працівниками наукових, освітянських, туристичних, бібліотечних, архівних установ, засобів масової інформації):
  1. Ігор Олексійович Зоц — головний редактор газети «Донеччина»;
  2. Наталія Олександрівна Петрова — заступник декана історичного факультету з наукової та виховної роботи, доцент кафедри археології та етнології України Одеського національного університету імені І. І. Мечникова, кандидат історичних наук;
  3. Олег Олексійович Рафальський — директор Інституту політичних і етнонаціональних досліджень ім. І. Кураса НАН України, член-кореспондент Національної академії наук України, член-кореспондент Національної академії педагогічних наук України, доктор історичних наук, професор, президент Асоціації політичних наук України.

## 2020[7]
Лауреати 2020 року:
1. За видання краєзнавчої літератури: монографій, нарисів, описів, путівників, довідників, окремих публікацій, циклів статей тощо:
  1. Голиш Григорій Михайлович, директор наукової бібліотеки Черкаського національного університету імені Богдана Хмельницького, доцент, кандидат історичних наук;
  2. Самойленко Григорій Васильович, професор Ніжинського державного університету імені Миколи Гоголя, доктор філологічних наук;
2. За науково-організаційну та просвітницьку діяльність у краєзнавстві (проведення конференцій, круглих столів, лекцій, семінарів, читань, експедицій, краєзнавчих заходів і проєктів, популяризація краєзнавства працівниками наукових, освітянських, туристичних, бібліотечних, архівних установ, засобів масової інформації):
  1. Соловка Любов Михайлівна, історик-джерелознавець, член Івано-Франківської обласної організації НСКУ;
3. За внесок у музейну та пам'яткоохоронну справу: діяльність у сфері збирання, збереження та охорони історико-культурної спадщини України:
  1. Федорак Володимир Васильович, начальник управління культури, національностей та релігії Івано-Франківської обласної державної адміністрації, доцент Прикарпатського національного університету імені Василя Стефаника, кандидат історичних наук.

## 2021[8]
1. За внесок у музейну та пам'яткоохоронну справу — Світлана Віталіївна Гаврилюк, докторка історичних наук, професорка, завідувачка кафедри музеєзнавства, пам'яткознавства та інформаційно-аналітичної діяльності Волинського національного університету імені Лесі Українки;
2. За видання краєзнавчої літератури — Лілія Федорівна Циганенко, докторка історичних наук, професорка, проректор з науково-педагогічної роботи Ізмаїльського державного гуманітарного університету;
3. За видання краєзнавчої літератури — Сергій Васильович Таранець, доктор історичних наук, старший науковий співробітник Інституту української археографії та джерелознавства імені М.Грушевського НАН України;
4. За науково-організаційну та просвітницьку діяльність — Анатолій Іванович Кравець, викладач суспільних дисциплін Луцького педагогічного коледжу, керівник студентського клубу «Всесвіт»;
5. За науково-організаційну та просвітницьку діяльність — Мирослав Михайлович Габорак, член правління Івано-Франківської обласної організації НСКУ, кандидат філологічних наук, доцент.

## 2022[9]
- Лауреати:
- Гладій Василь Іванович — кандидат політичних наук, член Івано-Франківської обласної організації НСКУ;
- Королько Андрій Зіновійович — кандидат історичних наук, доцент кафедри історії України і методики викладання історії Прикарпатського національного університету імені Василя Стефаника, член Правління Івано-Франківської обласної організації НСКУ;
- Марчук Василь Васильович — доктор історичних наук, професор, завідувач кафедри політичних інститутів та процесів ДВНЗ «Прикарпатський національний університет імені Василя Стефаника»;
- Блажевич Юрій Іванович — кандидат історичних наук, доцент кафедри суспільних наук Хмельницької гуманітарно-педагогічної академії, член Хмельницької обласної організації НСКУ.
- Падалка Олег Семенович — член-кореспондент Національної академії педагогічних наук України, доктор педагогічних наук, професор, завідувач кафедри економіки та економічної освіти Національного педагогічного університету імені М. Драгоманова[10].

## 2023[11]
Лауреатів визначено Рішенням Президії НСКУ від 25 травня 2023 року:
- Гончаров Олександр Петрович — кандидат історичних наук, краєзнавець, доцент кафедри етнології та краєзнавства КНУ ім. Т. Шевченка, Почесний краєзнавець України, голова Київської міської організації НСКУ.
- Довжук Ігор Володимирович — доктор історичних наук, професор кафедри соціальних комунікацій, документознавства та інформаційної діяльності Університету Григорія Сковороди в Переяславі[12].
- Лазуренко Валентин Миколайович — доктор історичних наук, краєзнавець професор, проректор з гуманітарно-виховних питань Черкаського державного технологічного університету, Заслужений працівник освіти України, Почесний краєзнавець України, голова Черкаської обласної організації НСКУ.
- Савченко Григорій Петрович — доктор історичних наук, краєзнавець, професор кафедри новітньої історії України КНУ імені Тараса Шевченка, Почесний краєзнавець України, голова Київської обласної організації НСКУ.
- Слободянюк Петро Якович — кандидат історичних наук, краєзнавець, архівіст, Заслужений працівник культури України, Почесний краєзнавець України, член Хмельницької обласної організації НСКУ.

## 2024
- Акічев Шаміль Мулламович — краєзнавець, науковий співробітник Конотопського міського краєзнавчого музею імені О. М. Лазаревського[13].
- Мельниченко Василь Миколайович — перший заступник голови Черкаської обласної організації Національної спілки краєзнавців України, професор кафедри археології та спеціальних галузей історичної науки Черкаського національного університету імені Богдана Хмельницького[14].